# Bang Kwang

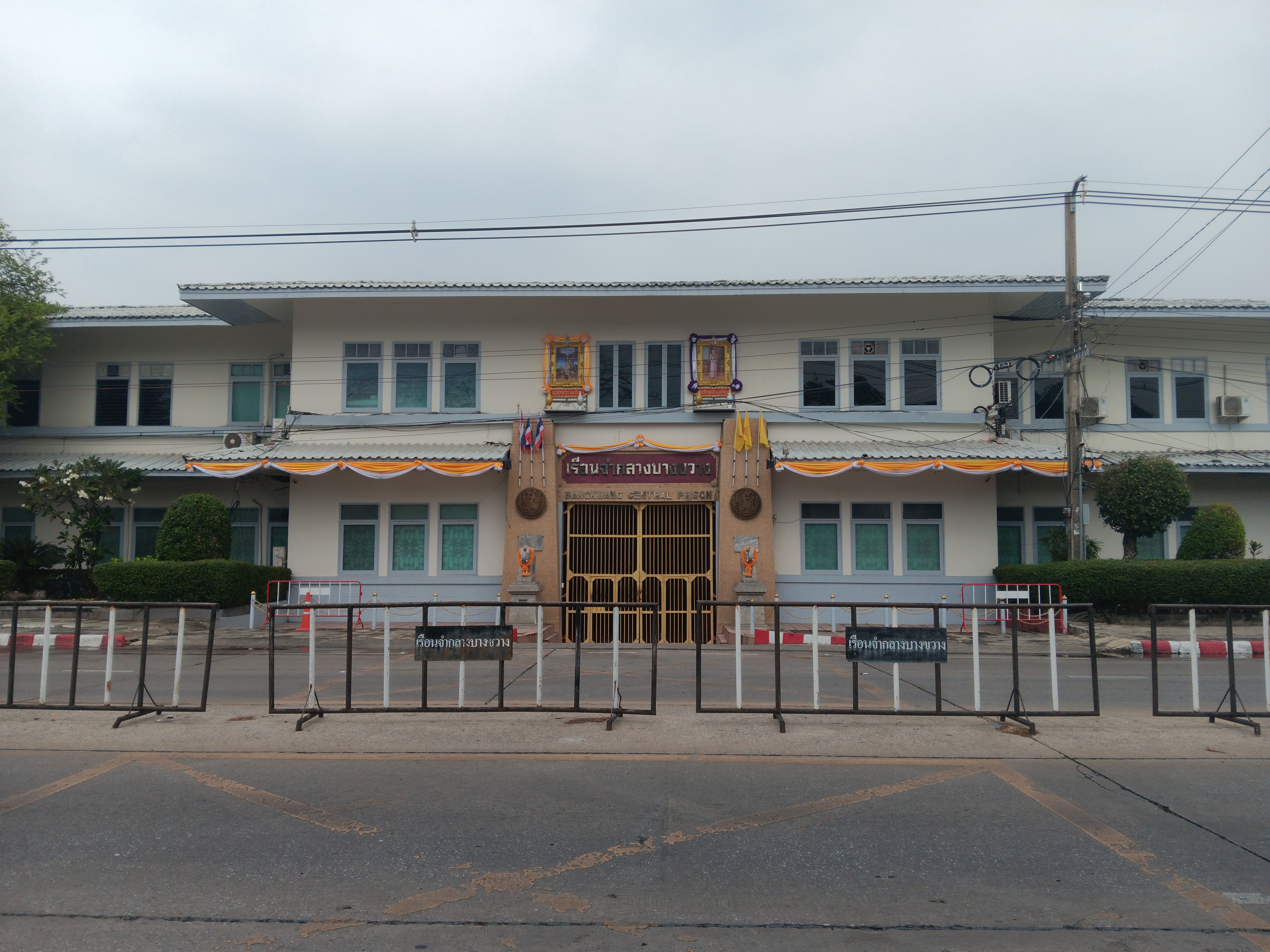
Fängelsets huvudentré.

Bang Kwang är ett fängelse i Nonthaburi norr om Bangkok där personer som döms till långa straff placeras. De flesta västerlänningar som sitter i Bang Kwang gör så på grund av smuggling av heroin eller annan narkotika. I fängelset sitter 8 000 interner när det egentligen bara är byggt för ungefär 2 000 – mestadels narkotikabrottslingar. 883 har dömts till döden. Bang Kwang är ett fängelse med särskilt hög säkerhet, konstruerat för livstidsfångar och dödsdömda. Det är också känt som Bangkok Hilton, och i folkmun kallas Bang Kwang "Big Tiger" eftersom det är en människoätare. Det är ett ökänt fängelse där mängder av fångar har avrättats.